# Tenagodus anguinus
Tenagodus anguinus is een slakkensoort uit de familie Siliquariidae. De wetenschappelijke naam werd gepubliceerd in 1758 door Carl Linnaeus in de tiende editie van Systema naturae.